# Правохавское сельское поселение
Правохавское сельское поселение — муниципальное образование в Верхнехавском районе Воронежской области.
Административный центр — село Правая Хава.

## Административное деление
В состав поселения входят:
- село Правая Хава,
- деревня Ильиновка,
- посёлок Хлопотное.